# Aiteta escalerai
Aiteta escalerai är en fjärilsart som beskrevs av Napoleon Manuel Kheil 1909. Aiteta escalerai ingår i släktet Aiteta och familjen trågspinnare. Inga underarter finns listade i Catalogue of Life.